# Alte Friedhofskapelle Odenkirchen

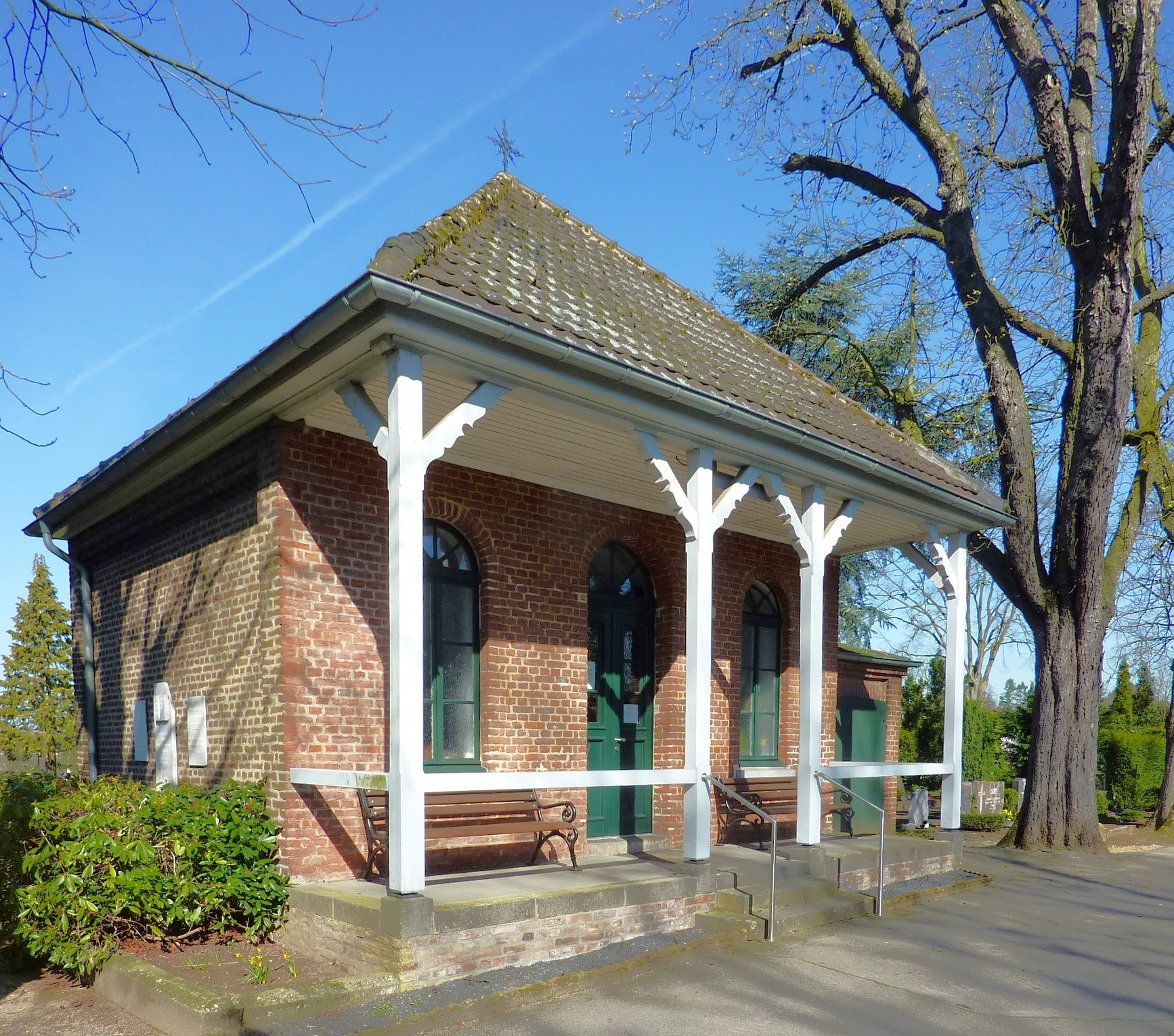
Die alte evangelische Friedhofskapelle Odenkirchen (2017)

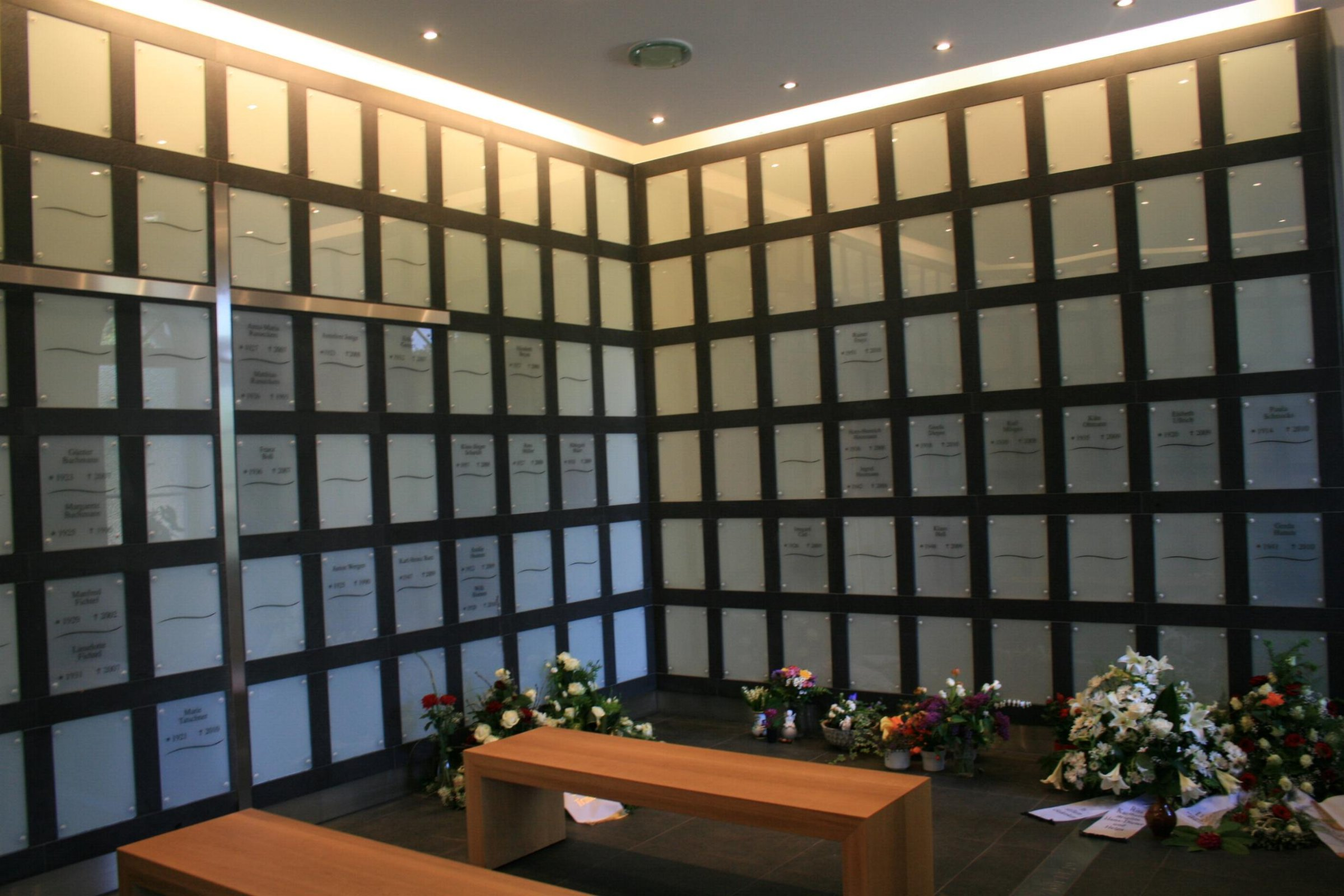
Inneres (2010)

Die alte evangelische Friedhofskapelle Odenkirchen steht im Stadtteil Odenkirchen in Mönchengladbach (Nordrhein-Westfalen), Kirchhofstraße 42.
Das Gebäude wurde 1875 erbaut. Es wurde im Jahr 1900 durch die größere neugotische Friedhofskapelle ersetzt. Die alte Kapelle wurde unter Nr. K 080 am 14. März 1990 in die Denkmalliste der Stadt Mönchengladbach eingetragen.

## Lage
Die Kapelle liegt am Nordwestrand des evangelischen Friedhofs von Odenkirchen.

## Architektur
Es handelt sich um einen kleinen kubischen Bau über quadratischem Grundriss unter einem Zeltdach. Die Südostseite mit einer nach drei Seiten offenen überdachten Laube nimmt den Kapellenzugang auf. Das Objekt dient heute der Urnenbestattung.